# عبد الرحمن طهبوب
عبد الرحمن طهبوب (12 أغسطس 1965 -) هو كاتب صحفي ومستشار إعلامي أردني.

## حياته ونشاته
ولد في مدينة الخليل بفلسطين في الثاني عشر من آب (أغسطس) 1965 من عائلة مشهود لها بالعلم والفقه والتقى، ويعود نسبها إلى بني أمية. متزوج ولديه طفلة واحدة (شهد)، خرّيج كلية الإعلام جامعة اليرموك في إربد- الأردن عام 1987.

## مسيرته
ترأس مجلة طيبة الإسلامية الشهرية المستقلة التي تعتبر من المجلات الإسلامية النادرة في العالم العربي وتتميز بإخراجها الحداثي ووسطيتها ويعمل الآن كمستشار إعلامي مركز راشد لعلاج ورعاية الطفولة بدبي ومدير عام مجلة تركيا 2023 الإلكترونية.
قام بتأليف كتاب الأميرة هيا والعمل الخيري الذي أصدره مركز راشد لعلاج ورعاية الطفولة بدبي باللغتين العربية والإنجليزية ويوثق لحياة صاحبة السمو الملكي الأميرة هيا بنت الحسين حرم صاحب السمو الشيخ محمد بن راشد آل مكتوم نائب رئيس دولة الإمارات رئيس مجلس الوزراء حاكم دبي كما قام بإعداد كتاب محمد بن راشد.. عصر جديد وكتاب خليفة بن زايد.. هكذا يكون العطاء الذي أصدره مركز راشد لعلاج ورعاية الطفولة بمناسبة فوز صاحب السمو الشيخ خليفة بن زايد آل نهيان رئيس دولة الإمارات العربية المتحدة بجائزة الشيخ راشد للشخصية الإنسانية للعام 2010-2011 ويقع الكتاب في 300 صفحة باللغتين العربية والإنجليزية.
عمل منسقاً لبرنامج شاهد عيان على إسرائيل خلال الانتفاضة الأولى الأولى بالتعاون مع الجمعية العربية الأمريكية لمناهضة التمميز ADC، كما عمل مراسلاً لـ إذاعة القدس- على طريق تحرير الأرض والإنسان خلال الانتفاضة الأولى وباحثاً في المركز الفلسطيني لدراسات اللاعنف- القدس مع د. مبارك عوض قبل إبعاده عن فلسطين بالإضافة إلى عمله كمراسلاً لصحيفة «الشعب» المقدسية و«الصنارة» عامي 1987-1988 ومحرراً صحفياً بصحيفة «الوطن» الكويتية عام 1989- 1990 لكنه غادر الكويت بعد الغزو العراقي وعاد إلى الأردن وبدأ في دراسة ماجستير الأنثروبولوجيا الاجتماعية في معهد الآثار والأنثروبولوجيا في جامعة اليرموك لكنه لم يكمل الدراسة والتحق بسوق العمل مجدداً ليترأس تحرير مجلات: دي آند نايت، ووتش مي، جويل تايم وميدل إيست ووتشيز ومجلة باريس غاليري من عددها الأول ومجلة نساء 2000 وترأس تحرير مجلة الجيل ومجلة عبر الإمارات التي كانت تصدر عن دبي للمواصلات كماعمل سكرتيراً لتحرير مجلة حياة الناس الاجتماعية الثقافية الأسبوعية/ دبي الإمارات العربية المتحدة.
• أحد مؤلفي الجمعة الدامية- عقيدة غولدشتاين الذي يعتبر الكتاب العربي الوحيد الذي يوثق مجزرة الحرم الإبراهيمي الشريف في مدينة الخليل والتي ارتكبها باروخ غولدشتاين فقتل العشرات من المصلين في صلاة الفجر ليلة الخامس عشر من رمضان.
له ديوان شعري قيد الطبع بعنوان لوز أخضر ويعكف على كتابة رواية قلمية عن مدينته الخليل وذكرياته فيها. له دراسات تراتية وفولكلورية غير منشورة تتناول الحارة الفلسطينية والأمثال الشعبية و«الرزعة» ودراسة حول الحارة والمخترة وغيرها.
- حب في زمن كورونا[5]